# جرذ الأرز الأنيق
جرذ الأرز الأنيق (الاسم العلمي: Oryzomys nitidus) (بالإنجليزية: Elegant Oryzomys)‏ هو نوع من الحيوانات يتبع جنس جرذ الأرز من الفصيلة القدادية.